# First National Bank Tower
First National Bank Tower – wieżowiec o wysokości 193 m, w Omaha, w stanie Nebraska, w Stanach Zjednoczonych. Budynek został otwarty w 2002 i liczy 45 kondygnacji.